# Kurt Sieveking
Kurt Sieveking, né le 21 février 1897 à Hambourg et mort le 16 mars 1986 à Hambourg, est un avocat et homme politique allemand membre de l'Union chrétienne-démocrate d'Allemagne (CDU).

## Biographie
À l'époque de la République de Weimar, il est avocat et appartient au Parti populaire allemand (DVP).
Il est investi premier bourgmestre de Hambourg entre le 2 décembre 1953, après la victoire du « Hamburg-Block » — qui rassemble quatre partis de centre droit et droite — aux élections législatives locales du 1er novembre précédent.
Le 20 juillet 1956, il est élu président du Conseil fédéral. Il prend ses fonctions le 7 septembre suivant. Une semaine avant la fin de son mandat, son successeur désigné Otto Suhr, bourgmestre-gouverneur de Berlin-Ouest, meurt. Sieveking conserve alors la présidence du Bundesrat jusqu'à son remplacement par Willy Brandt, remplaçant de Suhr, le 31 octobre 1957.
Au cours des élections du 10 novembre suivant, le SPD remporte une très large victoire et Kurt Sieveking quitte le pouvoir le 4 décembre. Il faut alors attendre 44 ans et Ole von Beust pour qu'un membre de la CDU reprenne le pouvoir à Hambourg.